# Henry Way Kendall
Pour les articles homonymes, voir Kendall.
Henry Way Kendall (9 décembre 1926 à Boston - 15 février 1999 à Wakulla Springs Park (en) (Floride)) est un physicien américain. Lui, Jerome Isaac Friedman et Richard E. Taylor sont colauréats du prix Nobel de physique de 1990.

## Biographie
Kendall naît à Boston, ses parents déménagent lorsqu'il a quatre ans dans une petite ville en dehors de Boston. Il fait ses études secondaires à la Deerfield Academy (en). Après un bref passage dans la marine marchande en 1945 et 1946 il reprend ses études à l'Amherst College, puis au Massachusetts Institute of Technology (MIT), où il obtient un doctorat et fait son postdoctorat.
Il rejoint le groupe dirigé par Robert Hofstadter à l'université Stanford. C'est la qu'il rencontre Jerome Isaac Friedman et Richard E. Taylor avec lesquels il fait une longue série d'expériences qui leur vaudra le prix Nobel de physique de 1990 « pour leurs recherches pionnières portant sur l'étude de la diffusion profondément inélastique des électrons sur des protons et des neutrons liés, qui a été d'une importance essentielle pour le modèle des quarks en physique des particules ».
Kendall était aussi un photographe et un alpiniste accompli, il voyage dans les Andes, dans l'Himalaya et l'Arctique. Il fut partie de l'Union of Concerned Scientists dont il était un membre actif, prônant un meilleur contrôle de l'arme nucléaire et une meilleure gestion des problèmes énergétiques.
Il est mort dans le parc de Wakulla (Wakulla Springs) pendant la prise de photographie d'une caverne noyée par l'eau.